# Predator 2
Predator 2 ist ein US-amerikanischer Science-Fiction-Film aus dem Jahr 1990 und die Fortsetzung von Predator (1987). Der Film startete am 30. Mai 1991 in den deutschen Kinos.

## Handlung
Im Jahr 1997 geht erneut ein Predator auf die Jagd, diesmal in Los Angeles, wo rivalisierende Drogenkartelle einander bekriegen. Eine Gruppe schwer bewaffneter kolumbianischer Gangster, die sich in einem Gebäude verschanzt haben, wird von dem Predator getötet, bevor die Polizei zu ihnen vordringen kann. Am darauffolgenden Abend wird ein ranghohes kolumbianisches Bandenmitglied in seiner Wohnung von Jamaikanern brutal ermordet. Während der Tat stößt ein Predator dazu und streckt die gesamte jamaikanische Bande nieder.
Der hitzköpfige Detective Mike Harrigan übernimmt die Ermittlungen und gerät bald mitsamt seiner Einheit ins Visier des Außerirdischen. Der Predator bringt einen nach dem anderen aus Harrigans Einheit um, mit Ausnahme von Leona, da er durch seine Röntgensicht ihre Schwangerschaft erkennt. Derweil hat sich eine Geheimorganisation der Regierung an die Fersen des fremdartigen Jägers geheftet; angeführt von Agent Keyes wollen diese Harrigan als Köder benutzen, um den Predator einzufangen.
Harrigan kommt Keyes jedoch auf die Schliche und stellt ihn zur Rede. Während sie das Wesen in einem Kühlhaus erwarten, erläutert Keyes, dass vor Jahren ein ähnliches Geschöpf eine US-Spezialeinheit im Dschungel von Zentralamerika angegriffen hat, wobei bis auf zwei Personen alle getötet wurden. Dieses Wesen wolle man nun nicht töten, sondern mit Flüssigstickstoff kampfunfähig machen und gefangen nehmen, um es zu studieren und in den Besitz seiner überragenden Technologie zu kommen.
Dann taucht der Predator im Kühlhaus auf, schafft es jedoch, Keyes’ schwer bewaffnete Männer trotz deren wärmeisolierender Kleidung zu orten, da ihre Lampen Wärme abstrahlen. Das Wesen tötet Keyes und sein Einsatzteam und wendet sich dann Harrigan zu. Dieser bekämpft es mit mehr Erfolg und verfolgt es bis in dessen Raumschiff, das in einem abgelegenen Tunnel liegt. Hier gelingt es Harrigan mit letzter Kraft, den Predator mithilfe dessen eigener Waffe zu töten, einer messerscharfen, tellergroßen Wurfscheibe.
Unmittelbar nach dem Tod des Jägers enttarnen sich rund um den überraschten Harrigan weitere Außerirdische, die den Kampf beobachtet haben. Sie tragen die Leiche ihres Gefährten fort, und einer von ihnen zollt Harrigan Respekt, indem er ihm eine alte Pistole überlässt, in welche die Inschrift Raphael Adolini 1715 eingraviert ist und deren Herkunft erst im Film Prey erklärt wird. Dann gibt er Harrigan zu verstehen, dass dieser verschwinden soll, und die Außerirdischen verlassen mit ihrem Raumschiff die Erde. Harrigan kann im letzten Moment den Tunnel verlassen.

## Synchronisation
Die deutsche Synchronisation entstand nach einem Dialogbuch und unter der Dialogregie von Lutz Riedel im Auftrag der Berliner Synchron GmbH Wenzel Lüdecke.
| Darsteller             | Sprecher           | Rolle                    |
| ---------------------- | ------------------ | ------------------------ |
| Danny Glover           | Klaus Sonnenschein | Lieutenant Mike Harrigan |
| Gary Busey             | Joachim Tennstedt  | Peter Keyes              |
| Kent McCord            | Thomas Danneberg   | Captain B. Pilgrim       |
| Robert Davi            | Lutz Riedel        | Captain Phil Heinemann   |
| Rubén Blades           | Ulli Kinalzik      | Danny Archuleta          |
| Adam Baldwin           | Rüdiger Joswig     | Garber                   |
| Michael Mark Edmondson | Karl Schulz        | Gold Tooth               |
| Lilyan Chauvin         | Bettina Schön      | Irene Edwards            |
| Bill Paxton            | Till Hagen         | Jerry Lambert            |
| Calvin Lockhart        | Wolfgang Dehler    | King Willie              |
| Maria Conchita Alonso  | Anke Reitzenstein  | Leona Cantrell           |
| Morton Downey Jr.      | Joachim Pukaß      | Tony Pope                |

## Kritiken
„Fazit: Hartgesottene Action für Nervenstarke“

„Professionell gefertigtes, aber in seinen Effekten lärmendes, rüdes und im Kern menschenverachtendes Horror-Produkt.“

## Auszeichnungen
- Australian Cinematographers Society Beste Kamera für Peter Levy
- Fantasporto Bester Film Stephen Hopkins (Nominiert)
- Saturn Award 1992 Bester Science-Fiction-Film (Nominiert)
- Saturn Award 1992 Bestes Make-up für Stan Winston und Scott H. Eddo (Nominiert)
- Saturn Award 1992 Beste Special Effects für Stan Winston und Joel Hynek (Nominiert)

## Hintergrund

### Wissenswertes
- Der Film konnte den überragenden Erfolg seines Vorgängers (98 Millionen Einnahmen bei 15 Millionen Dollar Produktionskosten) nicht wiederholen. Dennoch war der Film ein Erfolg: Er spielte 57.120.318 US-Dollar ein – gegenüber 35 Millionen US-Dollar Produktionskosten.[5][6]
- Arnold Schwarzenegger sollte ursprünglich ebenfalls einen Auftritt haben, drehte aber zu der Zeit gerade Terminator 2.
- Die Regie wurde John McTiernan angeboten, er zog jedoch die Tom-Clancy-Verfilmung Jagd auf Roter Oktober vor.
- Auch im zweiten Teil wurde der Predator von dem über zwei Meter großen Schauspieler Kevin Peter Hall verkörpert, der fünf Monate nach den Dreharbeiten verstarb.
- Die Handlung des Filmes sollte ursprünglich in New York spielen.
- Im April 2014 wurde die Indizierung des Films aufgehoben.[7] Nach einer Neuprüfung der FSK wurde der Film ungeschnitten ab 18 Jahren freigegeben.

### Der Auftritt des Aliens
Von entscheidender Bedeutung für die Weiterentwicklung der Predator-Figur war ein Detail kurz vor Ende des Films, das die Macher um Stan Winston ursprünglich nur als Insider-Gag gedacht hatten: als Harrigan das Raumschiff betritt, entdeckt er an einer Wand die Jagdtrophäen seines Gegners – darunter den langgezogenen, augenlosen Schädel des Aliens aus dem Film Alien – Das unheimliche Wesen aus einer fremden Welt. Inspiriert wurde Winston dazu durch den bei Dark Horse Comics bereits ein Jahr zuvor erschienenen „Aliens vs. Predator“-Comic.
Die Comics und der Auftritt des Xenomorph-Schädels in Predator 2 führten dazu, dass die Fans der beiden Science-Fiction-Filmreihen fortan davon ausgingen, dass diese in ein und demselben fiktiven Universum spielen. Lizenzinhaber 20th Century Fox gefiel die Idee, und so wurden weitere Comics geschrieben und das gleichnamige Spiele-Franchise war geboren, welches 2004 in dem Film Alien vs. Predator seinen Höhepunkt fand und schließlich durch die Fortsetzung Aliens vs. Predator 2 Ende 2007 fortgeführt wurde.